# Димту
Димту (геэз ዲምቱ, Волайтта Danttuwa) — город в зоне Уолайтта региона наций, национальностей и народов Юга, Эфиопия. Площадь — 6,48 км², население на 2018 год — 25 294 человека.

## История
Энтомолог Дэвид Бакстон писал в своей книге, что Димту — название рынка, который находился недалеко от реки Билате. Название произошло от слова «Данттува», что на языке Уолайта означает перекрёсток. Город был назван так потому, что рынок расположен в месте слияния рек Билате и Кокуваа, протекающих из города Димту.

## Демография
Согласно оценки населения Центрального статистического агентства Эфиопии на 2018 год, общая численность населения Димту составляет 25 294 человека. Большинство жителей были приверженцами протестантизма (94,61 %), 4,10 % исповедовали эфиопское православие, 0,0076 % были мусульманами и 1,28 % католиками.

## Образование
В городе есть три школы: подготовительная, начальная и средняя. Начальная школа является самой старой по сравнению со средней. Она одна из начальных школ, созданных в 1940-х годах после революции в период правления Хайле Селассие I. Сообщается, что к этому времени по всей стране было открыто около 400 начальных школ.